# 拉法埃尔·阿尔维蒂
拉法埃尔·阿尔维蒂·梅雷略（西班牙語：Rafael Alberti Merello；1902年12月16日—1999年10月28日）是西班牙诗人，二七年一代的成员。他被认为是西班牙白银时代文学最伟大的人物之一，赢得了许多的奖项和奖励。他死于96岁。西班牙内战后，他因为信仰马克思主义，而且是西班牙共产党成员而被迫流亡。独裁者弗朗西斯科·佛朗哥去世后，他得以回国，于1983年被授予“安达卢西亚之子”称号，1985年成为加的斯大学荣誉博士。